# Sven Nykvist
Sven Vilhem Nykvist (Moheda, 3 dicembre 1922 – Stoccolma, 20 settembre 2006) è stato un direttore della fotografia svedese.
Ha lavorato ad oltre centotrenta film. Il suo nome è quasi indissolubilmente legato a quello del connazionale Ingmar Bergman per il quale, da Una vampata d'amore (1953) a Dopo la prova (1984), cura la fotografia in venti film, ottenendo anche due premi Oscar: con Sussurri e grida (1973), in cui crea una dominante cromatica rossa che determina potentemente il senso di dolore e di infelicità del film e Fanny e Alexander (1983).
Il suo stile si caratterizza per il suo naturalismo e la sua semplicità. Gran maestro della luce e delle ombre, perfettamente a suo agio con il bianco e nero (resta forse insuperabile il suo sperimentalismo in Persona, 1966), ma anche con le più particolari composizioni coloristiche (come in L'uovo del serpente, 1977), riesce sempre a supportare le atmosfere bergmaniane con le sue scelte fotografiche.

## Biografia

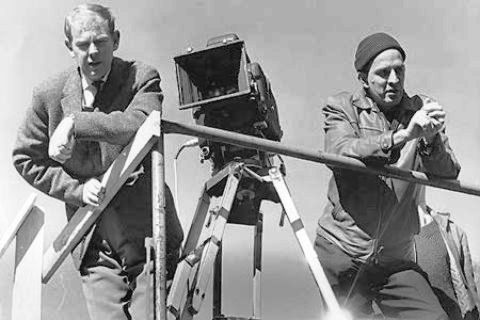
Sven Nykvist (a sinistra) con Ingmar Bergman

Nykvist nacque a Moheda, contea di Kronoberg, Svezia. Figlio di un missionario che viveva perlopiù nel Congo belga, visse la sua infanzia con i suoi parenti svedesi, lontano dai genitori, e si interessò ad un'arte allora considerata peccaminosa dalla maggioranza dei religiosi non conformisti. Sven ebbe la possibilità di frequentare una scuola di fotografia dove presto si distinse. Appena ventenne, trovò lavoro presso la Sandrews come assistente alla fotografia e molti dei grandi artisti e registi di quell'epoca sfilarono presto nella sua vita: Hasse Ekman e Alf Sjöberg, Stig Järrel e Viveca Lindfors, per citarne solo alcuni.
Nel corso del secondo conflitto mondiale venne in Italia con una troupe svedese per girare un paio di film di scarso valore: in seguito fu l'Africa paterna a diventare l'obiettivo di numerose e rischiose avventure cinematografiche che si conclusero felicemente quando Nykvist riuscì a terminare l'unico documentario mai girato su Albert Schweitzer. Poi è la volta di Bergman, un maestro e un mago, che spinge Nykvist a superare i confini acquisiti nell'arte fotografica. Bergman e Nykvist danno vita a una sorta di matrimonio di lavoro, un sodalizio difficile, ma anche, dopo venti film girati insieme, caratterizzato da una mutua e vicendevole affinità. Col successo arrivano i premi Oscar: per Sussurri e grida nel 1974, Fanny e Alexander nell'84, e la nomination per L’insostenibile leggerezza dell’essere nell'88.
Divenuto internazionalmente famoso, collabora con Roman Polański per L'inquilino del terzo piano (1976), con Louis Malle per Pretty Baby (1978) e con John Huston, Andrej Tarkovskij, Volker Schlöndorff. Nel '78 debutta nella regia con Noi due, una coppia. Nel 1988, con Un'altra donna, comincia a lavorare con Woody Allen, al quale offre la sua consueta perizia anche per Crimini e misfatti (1989) e Celebrity (1999), smorzando e desaturando i colori per tracciare uno spento paesaggio visivo che, per adeguarsi al tono spesso dolente dei film per cui lavora, si illumina solo a sprazzi. Fu il primo cineasta europeo a far parte della American Society of Cinematographers, nel 1996.

## Vita privata e morte
La moglie, Ulrika, morì nel 1982. Il figlio, Carl-Gustaf Nykvist, diresse il suo primo film, Woman on the Roof, nel 1989 e un documentario su suo padre, Light Keeps Me Company (1999). La carriera di Nykvist terminò improvvisamente nel 1998, quando gli fu diagnosticata una afasia, e morì nel 2006, all'età di 83 anni.

## Filmografia parziale
- Una vampata d'amore (Gycklarnas afton), regia di Ingmar Bergman (1953)
- La fontana della vergine (Jungfrukällan), regia di Ingmar Bergman (1960)
- Come in uno specchio (Såsom i en spegel), regia di Ingmar Bergman (1961)
- Il silenzio (Tystnaden), regia di Ingmar Bergman (1963)
- Luci d'inverno (Nattvardsgästerna), regia di Ingmar Bergman (1963)
- Persona, regia di Ingmar Bergman (1966)
- L'ora del lupo (Vargtimmen), regia di Ingmar Bergman (1968)
- La vergogna (Skammen), regia di Ingmar Bergman (1968)
- Passione (En Passion), regia di Ingmar Bergman (1969)
- Primo amore (Erste Liebe), regia di Maximilian Schell (1970)
- L'adultera (Beröringen), regia di Ingmar Bergman (1971)
- Siddhartha, regia di Conrad Rooks (1972)
- Sussurri e grida (Viskningar och rop), regia di Ingmar Bergman (1972)
- Scene da un matrimonio (Scener ur ett äktenskap), regia di Ingmar Bergman (1973)
- Il flauto magico (Trollflöjten), regia di Ingmar Bergman - film TV (1975)
- Luna nera (Black Moon), regia di Louis Malle (1975)
- L'inquilino del terzo piano (Le Locataire), regia di Roman Polański (1976)
- L'uovo del serpente (Das Schlangenei), regia di Ingmar Bergman (1977)
- Pretty Baby (Pretty Baby), regia di Louis Malle (1978)
- Sinfonia d'autunno (Höstsonaten), regia di Ingmar Bergman (1978)
- Uragano (Hurricane), regia di Jan Troell (1979)
- Un mondo di marionette (Aus dem Leben der Marionetten), regia di Ingmar Bergman (1980)
- Il postino suona sempre due volte (The Postman Always Rings Twice), regia di Bob Rafelson (1981)
- Fanny e Alexander (Fanny och Alexander), regia di Ingmar Bergman (1982)
- Dopo la prova (Efter repetitionen), regia di Ingmar Bergman (1984)
- Un amore di Swann (Un amour de Swann), regia di Volker Schlöndorff (1984)
- Agnese di Dio (Agnes of God), regia di Norman Jewison (1985)
- Sacrificio (Offret), regia di Andrej Tarkovskij (1986)
- L'insostenibile leggerezza dell'essere (The Unbearable Lightness of Being), regia di Philip Kaufman (1988)
- Un'altra donna (Another Woman), regia di Woody Allen (1988)
- New York Stories (New York Stories), regia di Woody Allen - episodio Edipo relitto (1989)
- Crimini e misfatti (Crimes and Misdemeanors), regia di Woody Allen (1989)
- Charlot (Chaplin), regia di Richard Attenborough (1992)
- Insonnia d'amore (Sleepless in Seattle), regia di Nora Ephron (1993)
- Buon compleanno Mr. Grape (What's Eating Gilbert Grape), regia di Lasse Hallström (1993)
- 110 e lode (With Honors), regia di Alek Keshishian (1994)
- Agenzia salvagente (Mixed Nuts), regia di Nora Ephron (1994)
- Celebrity (Celebrity), regia di Woody Allen (1998)

## Riconoscimenti
Oscar Migliore Fotografia :
1973 - Sussurri e grida
1983 - Fanny e Alexander
BAFTA Migliore Fotografia :
1983 - Fanny e Alexander
Guldbagge
1973 - Premio speciale per Sussurri e grida
1992 - Candidatura a migliore fotografia per Il bue (Oxen)